# ليفيس (منطقة جغرافية)
ليفيس أو حقل ليفيس هي منطقة جغرافية صغيرة في شمال البوسنة والهرسك، وسهل يقع بين نهري سافا وفرساس وجبل كوزارا. تشمل المستوطنات جزء من غراديسكا وسرفاك ولاكتاشي، في منطقة بانيا لوكا التابعة لكيان جمهورية صرب البوسنة. وهي جزء من المنطقة التاريخية الأوسع لبرسانكا كرابينا (الحدود البوسنية).

## جغرافية
يطلق على الجبل الكلي لنهر فرباس عند مصب نهر سافا اسم حقل ليفيس، ويشير الاسم إلى السهل الذي يمتد من الضفة اليسرى لفرباس في اتجاه مجرى النهر من كلاسنيتش بطول حوالي 34 كلم، وتقع في بداية فرباس تقريبا بين سافا في الشمال وبروسارا في الغرب، وموتشيكا في الشرق، وكوزارا في الجنوب الغربي. ويتم تحديد الحدود الغربية للطائرة، ويبلغ ٱرتفاعها 120 متر فوق مستوى سطح البحر باتجاه بوتكوزاري، وتبلغ المساحة الإجمالية للحقل حوالي 500 كيلومتر. تعطي الحدود السهل مخطط ثلاثي تقريبا.
غيّر نهر فرباس وروافده دوراتهم وخلق العديد من التعرّجات وركود المياه وكسر جديد في القاع نتيجة عبور التربة الغرينية الرخوة. وفي عام1943 شكل نهر فرباس مصباً جديداً لسافا على بعد حوالي 350 متر من منبع السابق والجزء من جانب سافا ذو الطابع الغريني محظور ويتعرض جزئياً للفيضانات السنوية لسافا.
لا تزال البرك الكبيرة في برادا وجوفاي مرئية على صورة الأقمار الصناعية. وماتورا هو المسار القديم لنهر فرباس الذي يميل إلى القاع لتتحرّك إلى الشرق. وأول ذكر لهذا التيار هو من 1443 عندما تم تسجيله في ميثاق باسم «اكوا بيسكاتورا ملاترما فوكاتا». إنها منطقة ذات أرض زراعية خصبة.

## الاسم
اسم الوادي مشتق من مدينة ليفا التي تعود إلى العصور الوسطى والتي كانت تقع على أراضي مستوطنة لامينشي سرياني الحديثة. وساهم نشر اسم المدينة في السهل على طول المسار السفلي في فرباس في إنشاء نواحي (نهايا التركية) في بداية الحكم العثماني هنا كما هو الحال في العديد من الأمور الأخرى أخذ العثمانيون الاسم الموجود بالفعل. ويظهر حقل (حرم لوش) في المصادر المكتوبة قبل تأسيس العثمانيين 1540. أول ذكر تم حفظه بهذا الاسم، كمرادف ل«حقل فرباس» (الحرم الجامعي اواباز) هو من خطاب لعالم قطب سلافوني لودوفيك بيكري بتاريخ 15 مايو 1537. وأبلغ بيكري فرديناند الثاني الإرشيدوف النمساوي عن العثمانيين الذين تركوا جيادهم يرعون حقل فرباس. في أبريل 1538 استخدم الكرواتية السلافية بأن بيتار كيجليفيتش الاسم في صيغة مجربة مكتوبة باللغة اللاتينية، وادي حقل ليفيس.
في يونيو من نفس العام كان هناك سجل آخر للعثمانيين الذين تركوا خيولهم في كامبو لوتش. في نهاية عام 1538 إقترح بأن تومانادا زهدي إلى أحد عمليات حظر سلاح الفرسان إلى الحرم الجامعي، في حين أن جزءً آخر من الجيش سيهاجم في وقت واحد بالسفن والمشاة ويحرر بوسانسكا غراديسكاة مرة أخرى من العثمانيين.

## المستوطنات
تمتد المنطقة فوق غراديسكا في الشمال الغربي وسرباك في الشمال الشرقي ولاكتاشي في النقطة الجنوبية من السهل وقاعدتها هو غراديسكا. وتشمل المستوطنات التالية:
- باركا
- نوفا توبولا
- ماهوفليجاني
- تروشيلي
- كوكولي
- كوسيتشيفو
- لامنسي سرديني
- لاكتساتشي
- مشيكي
- كارازوفيتشي السفلى
- كارازوفيتشي العليا
- رازبوج ليجيفكي/ليجيفتشي
- روغولوجي
- روفين

## التاريخ
خلال الحرب العالمية الثانية خاض الكرواتيين استاشا ومفارز تشيتنيك للجيش اليوغوسلافي معركة (ليجيف فيلد) في هذه المنطقة.

## الآثار
- كاتدرالية تجلي الرب، الكنيسة الأرثوذكسية الصربية في رازبوج ليجيفكي التي بنيت في النصف الثاني من القرن العشرين.[8]